# ОШ „Светозар Марковић” Врање
Основна школа „ Светозар Марковић“ налази се у насељу Асамбаир у Врању. Удаљена је од Центра града 3 km. Почела је са радом давне 1983. године. Њено отварање условило је мигрирање становника из оближњих села и физичко повећавање обима града. Овај део града се из године у годину повећава, зато што му погодују путеви који пролазе кроз њега. Њен географски положај је веома погодан, тако да је похађају и ученици који јој територијално не припадају.

## Опремљеност
Школа има 33 одељења у централној школи и 4 одељења у подручном одељењу Доњем Нерадовцу. 
Школу похађа 864 ученика, а просечан број ученика по одељењима је 25. За релативно кратак период постојања и рада, школа је у насељу постала културно средиште. Отворена је и за своје бивше ученике, средњошколце и студенте, мештане и цели град. Због свега наведеног и резултата које постиже у свом васпитно-образовног раду школа је носилац Седмосептембарског јавног признања, Светосавске награде, награде за уређење школске средине и других. Од 63 запослена, 50 су професори, већина наставника је прошло обуку Методе активног учења, Тимску наставу, семинаре Интерактивне педагогије. Наставно особље је учешћем на семинарима, Здраво да сте, Чувари осмеха, Буквар дечјих права, стекло знање и вештине за извођење радионичарског облика рада. Школа је у пројекту DILS, тако да су сви запослени наставници прошли обуку Инклузивног образовања, 56 наставника је прошлој школској години савладало програм из семинара „Деца са сметњама у ПУ и школи“, бр793. Школа је у пројекту Дигитална школа. Школа је узела учешће у пројекту Професионалана оријентација.
Школа има стручне сараднике, педагога, психолога, социјалног радника, библиотекара, медијатекара.
Школа има 5 кабинета, 2 радионице, 1 специјално опремљену учионицу за информатику и рачунарство, летњу учионицу, фискултурну салу, спортске терене за фудбал, рукомет и кошарку, кухињу са трпезаријом, библиотеку, зубну ординацију, Ђачку задругу, шаховски клуб. Школа располаже довољним учионичким простором за неометано одвијање наставе у обе смене. У једној смени је непарна, а у другој парна. Велики утицај на изглед школе има огромно двориште које је је ноћу рефлекторима осветљено. Двориште је заштитни знак школе.

## Специфичности
До 2010. године у склопу школе, радила је предшколска група која је пресељена у нови објекат матичне установе. Просторије које су користили су слободне. Додатне просторије имају две учионице, малу кухињу у којој може да се обедује, велики ходник може да се користи за спортске активности, мокри чвор, помоћну просторију.
Школа је опремљена савременим наставним средствима: 56 компјутера, 1 лаптоп, 2 видео бим, 2 пројектора, 7 штампача, 1 скенер, 2 фотокопир, 3 телевизора, 24 касетофона, 1 видео камера, 1 DVD, 1 LCD телевизор, 22 графоскопа, 12 микроскопа. Сви кабинети имају сновна средатва за извођење наставе.
Лични дохоци радника се финансирају из Републичког буџета, а остале трошкове Школе финансира СО Врање. Школа сарађује са појединим установама из локалне самоуправе: Позориште, Народна библиотека, Омладински културни центар, Регионални центар за таленте, Учитељски факултет, Народни универзитет, Спортски клубови
Мисија наше школе је подстицање интелектуалног, психичког развоја ученика, едуковање наставниказа квалитетније извођење наставе, стварање пријатног амбијента за рад, неговање толерантног односа на релацији наставник – наставник, наставник – родитељ, наставник – ученик.
Желимо да наша школа буде модерна, да је деца радо похађају због савремене наставе и ваннаставних активности базираних на њиховим интересовањима.